# Hiroshima
För andra betydelser, se Hiroshima (olika betydelser).

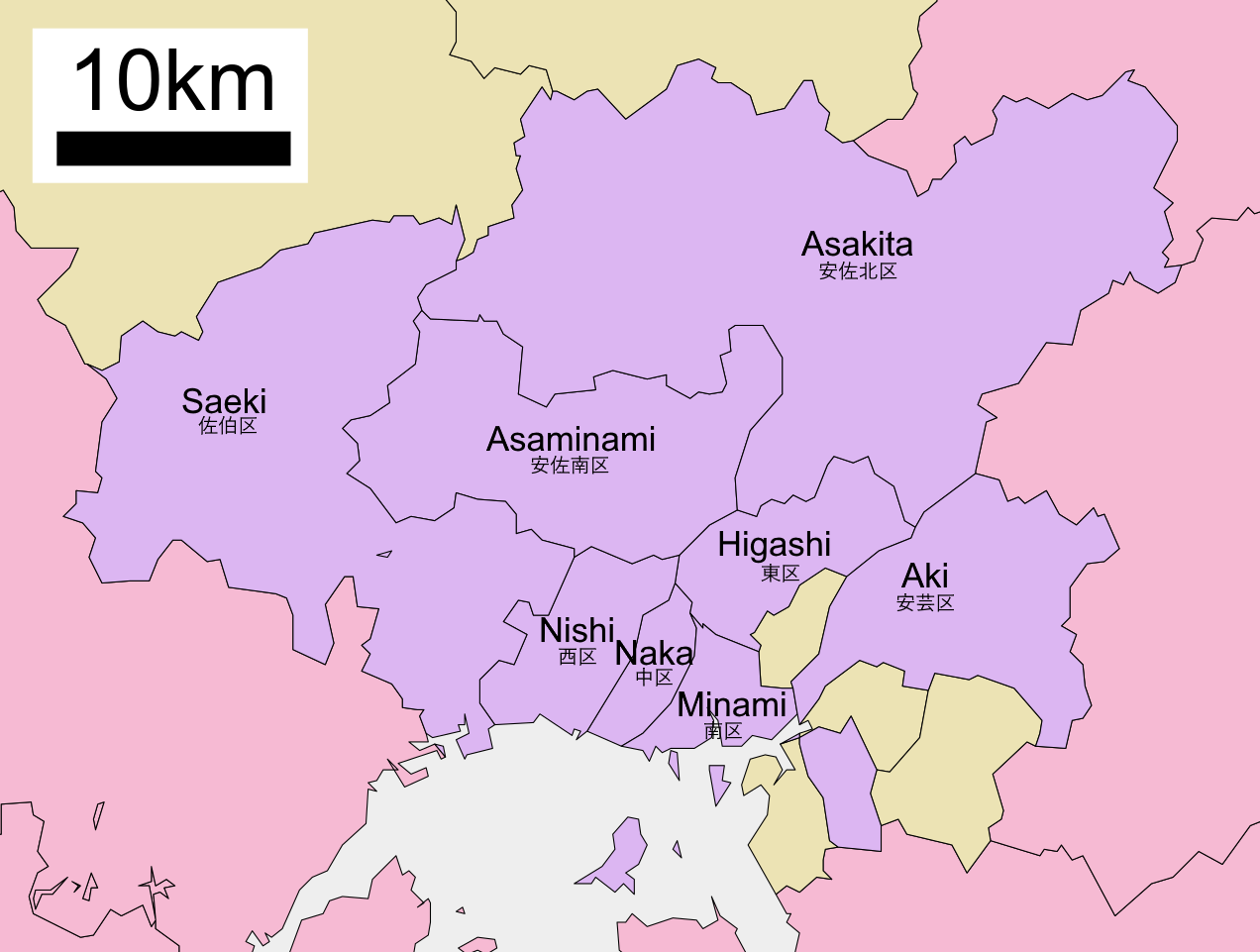
Hiroshimas indelning i stadsdelar

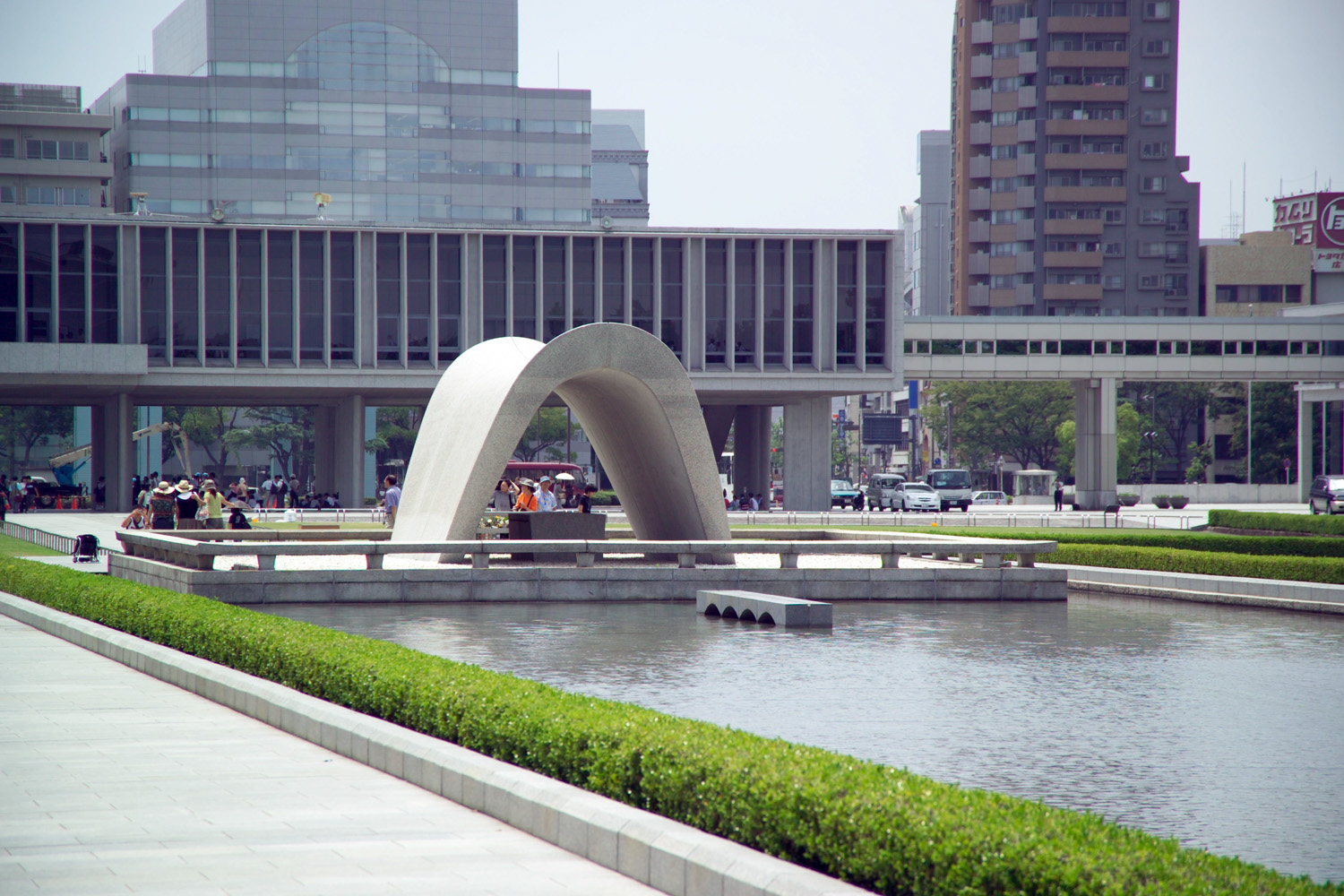
Fredsmuseet i Hiroshima

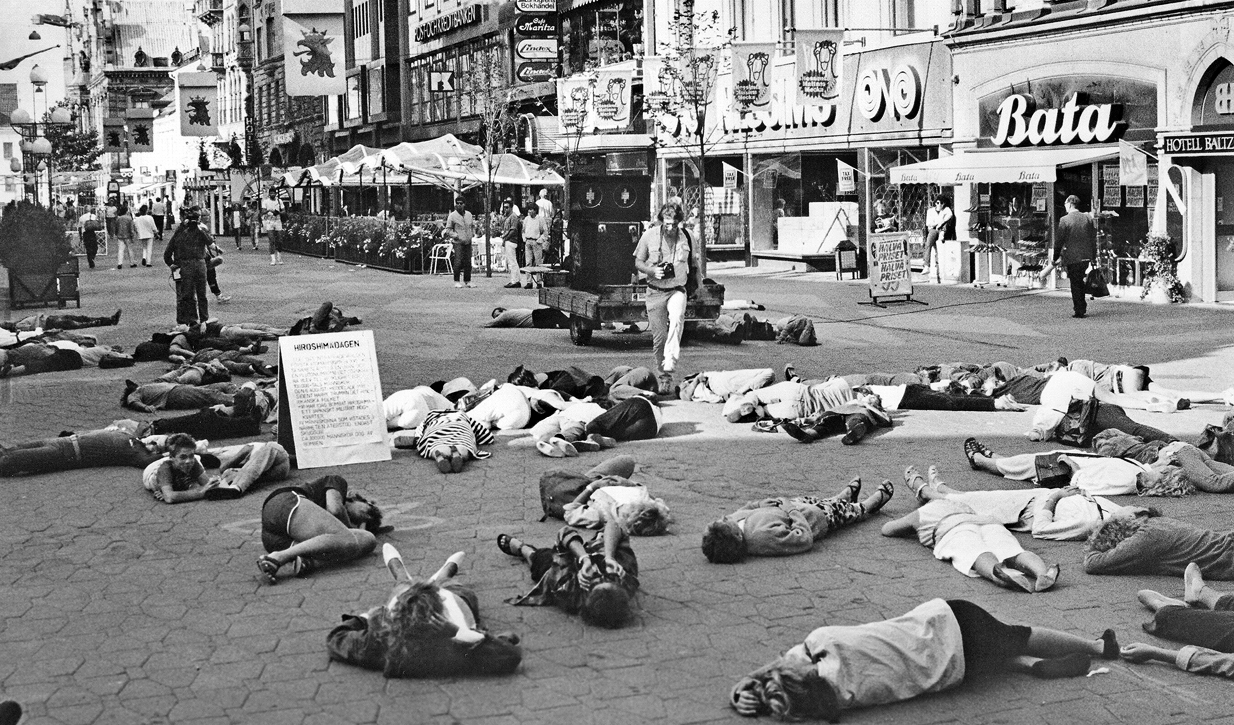
Hiroshimadagen. Svenska Freds anordnade en manifestation på Södergatan "Ströget" 6 aug 1987 i Malmö. Från stora högtalare hördes bombljudet och folk föll till marken, och blev så liggande i 5 minuter till tonerna av Verdis Requiem.

Hiroshima (japanska: Hiroshima-shi, kanji:広島市) är en hamn- och industristad i Japan som grundades 1589. Hiroshima är residensstad i Hiroshima prefektur och den största staden i Chugoku-regionen. Staden är belägen på ön Honshu. Staden grundades 1589 som en slottsstad vid Ōtaflodens delta. Efter Meiji-restaureringen 1868 utvecklades Hiroshima till en betydande stad med ett antal industrier. 1889 fick Hiroshima officiellt stadsstatus. Hiroshima var även ett centrum för militär verksamhet under den kejserliga eran och spelade en stor roll i det första kinesisk-japanska kriget, det rysk-japanska kriget och även i de två världskrigen. I slutskedet av andra världskriget fällde USA en atombomb över Hiroshima, liksom även över Nagasaki. Några dagar senare kapitulerade Japan och därmed var världskriget över. 

## Historia
Från början var Hiroshima en fiskeby. 1589 grundades staden Hiroshima när en borg restes på kusten vid den centrala delen av Japanska innanhavet, Seto naikai. Staden växte snabbt därefter och blev en betydelsefull handelsort.
Under Meijiperioden (1868–1912) blev Hiroshima en viktig storstad och ett militärt centrum. 
Staden blev mål för den första atombomben använd i krig, "Little Boy", som fälldes av USA i andra världskrigets slutskede den 6 augusti 1945. 129 000 människor ska ha omkommit bara de första dagarna. Idag kallas staden fredens stad och på fredsmuseet kan man se monument över omkomna i samband med atombomberna över Hiroshima och Nagasaki.

## Administrativ indelning
Hiroshima är sedan 1980 en av landets tjugo signifikanta städer med speciell status (seirei shitei toshi). och delas som sådan in i ku, administrativa stadsdelar. Hiroshima består av åtta sådana stadsdelar.
|              |          | Invånare 1 oktober 2015 | Area (km²) |
| ------------ | -------- | ----------------------- | ---------- |
| Aki-ku       | 安芸区   | 79 370                  | 94,08      |
| Asakita-ku   | 安佐北区 | 145 074                 | 353,33     |
| Asaminami-ku | 安佐南区 | 242 660                 | 117,24     |
| Higashi-ku   | 東区     | 120 075                 | 39,42      |
| Minami-ku    | 南区     | 142 719                 | 26,30      |
| Naka-ku      | 中区     | 136 684                 | 15,32      |
| Nishi-ku     | 西区     | 191 134                 | 35,61      |
| Saeki-ku     | 佐伯区   | 136 791                 | 225,22     |

## Demografi
2000 hade staden en befolkning på 1 126 239 medan storstadsregionen som den definieras av japanska statistikbyrån hade 2 043 788. År 1889 uppgick folkmängden till 83 378 invånare; den största befolkningen före atombomben nåddes 1942 och uppgick till 419 182 invånare och var som minst efter kriget (1945) med enbart 137 197 invånare. 1985 passerade staden 1 miljon invånare.

## Sport
- Sanfrecce Hiroshima spelar i J. League i fotboll.[5]
- Hiroshima Toyo Carp bildat 1950 spelar i Central League i baseboll.[6]
- Herrlaget JT Thunders spelar i v.league i volleyboll.
- Damlaget Hiroshima maple reds och herrlaget Wakunaga Pharmaceutical spelar i Japan Handball League i handboll.[7][8]

## Atombomben över Hiroshima

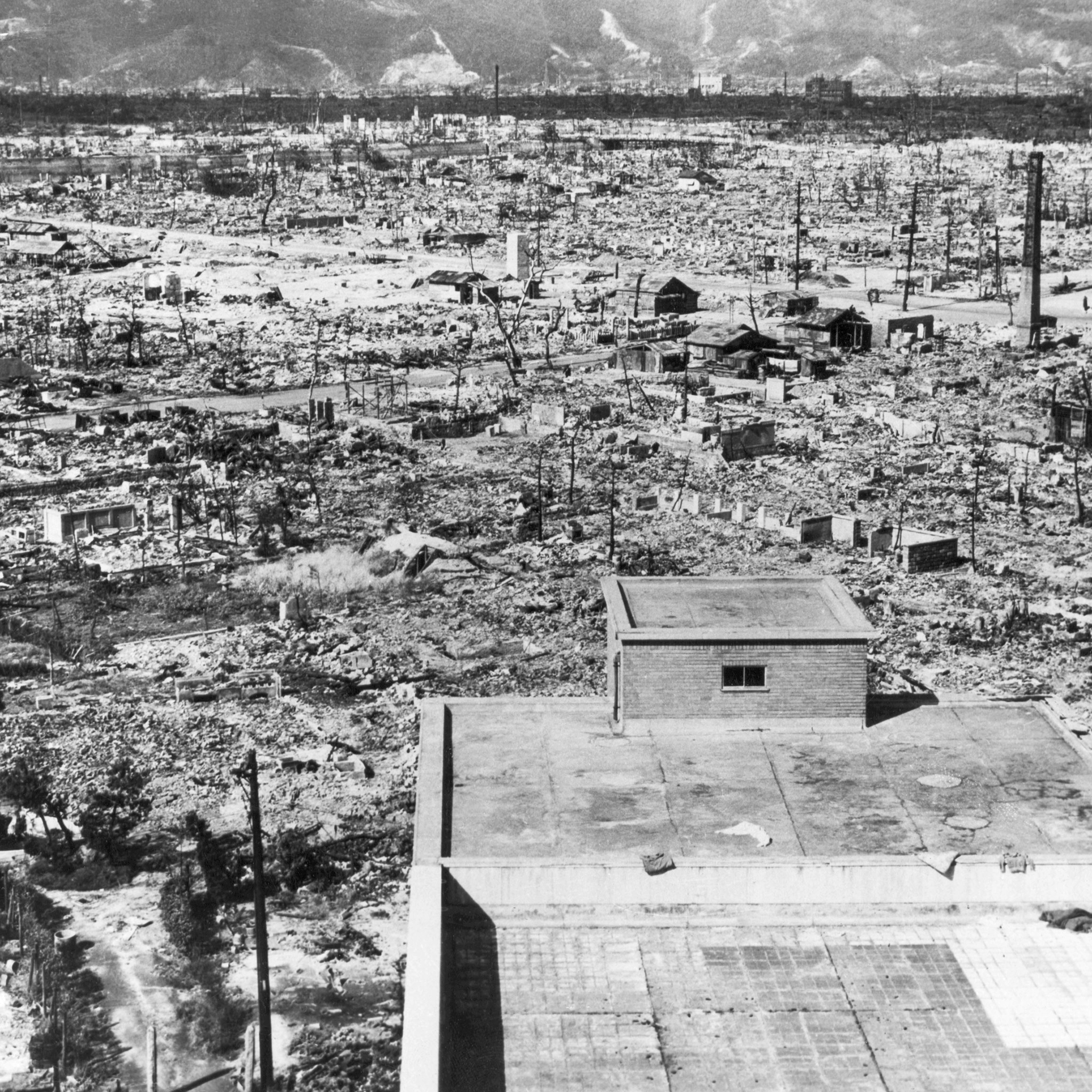
Hiroshima efter atombomben 1945

Den 6 augusti 1945 klockan 08.15 fälldes atombomben, med beteckningen Little Boy, över Hiroshima. Bomben vägde 4000 kg varav 60 kg var uran. Bomben släpptes från 10 000 meters höjd och detonerade på 600 meters höjd för att få maximal effekt.
Hiroshima valdes eftersom det var en stor stad, men också ett militärt mål med vapenfabriker. Runt 100 000 människor uppskattas ha dött omedelbart eller inom ett par timmar. Ungefär lika många har senare avlidit av strålskador. Det finns fortfarande en tydlig effekt på äldre överlevande, vilka drabbas av cancer eller högt blodtryck oftare än jämnåriga från andra delar av Japan. Det exakta antalet dödsoffer på grund av ökad cancerrisk är svårt att fastställa konkret, då det är den totala effekten av omgivningsmiljön och arvsanlag som ger cancerutfall. Otvivelaktigt har dock risken för cancer ökat signifikant även lång tid efter bombningen.
Beslutet om bombinsatsen fattades av USA:s president Harry S. Truman och utfördes under Paul Tibbets befäl i flygplanet Enola Gay.
Fredsmonumentet i Hiroshima bildar ett parkområde i stadens centrala del och det står på Unescos världsarvslista. Ett av parkens centrala element är ”Atomkupolen”, Genbaku Dome, det genombrända skalet av den enda byggnad som stod kvar något så när upprätt i närheten av explosionspunkten.